# Teodosio de Gouveia
Teodosio Clemente de Gouveia, né le 13 mai 1889 et mort le 6 février 1962, est un prélat portugais de l'Église catholique romaine qui fut archevêque du Mozambique portugais. 

## Biographie
Ordonné prêtre le 19 avril 1919 à Tome, au Portugal, il enseigna au séminaire de Funchal de 1922 à 1929. Il se rendit par la suite à Rome comme vice-recteur du Collège Portugais et fut plus tard (1934) nommé recteur. En 1936, il fut consacré évêque titulaire (ou in partibus) de Leuce (de) et prélat du Mozambique, puis en 1941, archevêque de Lourenço Marques. Il fut élevé au Collège des cardinaux par Pie XII en 1946.
Il meurt de leucémie. Il est enterré derrière le maître-autel de la cathédrale de Lourenço Marques.

## Succession apostolique
Teodosio de Gouveia a ordonné les évêques suivants :
- Évêque Francisco Nunes Teixeira (de) (1955)
- Évêque José dos Santos Garcia (pt), S.M.P. (1957)
- Archevêque Custódio Alvim Pereira (pt) (1959)